# Гетто в Опатуве
Гетто в Опатуве — еврейское гетто, созданное нацистами в период оккупации Польши во время Второй мировой войны в городе Опатув. Существовало с марта 1941 года по 20 октября 1942 года.

## История
Накануне Второй мировой войны еврейское население Опатува составляло 5200 человек. С началом боевых действий из города в восточную часть Польши, перешедшую под контроль Красной Армии, бежала большая часть жителей города.
Оккупировав Опатув, нацисты сожгли рыночную площадь с окружавшими ее домами, в которых преимущественно проживали евреи. Позже они заключили под усиленную охрану от 1000 до 1500 горожан и держали их два дня без еды и воды. После этого евреев обвинили в том, что прятали оружие и составляли планы по бегству из города. Это стало поводом для издевательств над ними. Перед тем как их отпустить нацистские жандармы отобрали 200 молодых евреев и под охраной войск СС увезли их неизвестном направлении.
В конце 1939 года нацисты переселили евреев из больших и красивых домов в один из самых бедных районов Опатува. Освободившиеся дома были отданы немецким офицерам. В январе 1940 года нацисты приказали евреям Опатува носить белую повязку со звездой Давида и выплатить крупные суммы денег в течение суток. В это же время были введены обязательные работы для евреев в карьерах и на дорожном строительстве. Также в начале 1940 года нацисты приказали создать юденрат. Его главой назначили М. Вайсблума. Юденрат пытался защитить интересы евреев, в том числе выплачивая за них выкупы, когда тех арестовывали. К концу августа 1940 года в Опатуве проживало около 5,5 тысяч евреев. Впоследствие их количество значительно увеличилось. Так, например, в Опатув были депортированы 995 евреев из Вены, в основном женщины, дети, больные и пожилые люди. К началу 1941 года оккупанты конфисковали в Опатуве все предприятия, принадлежащие евреям.

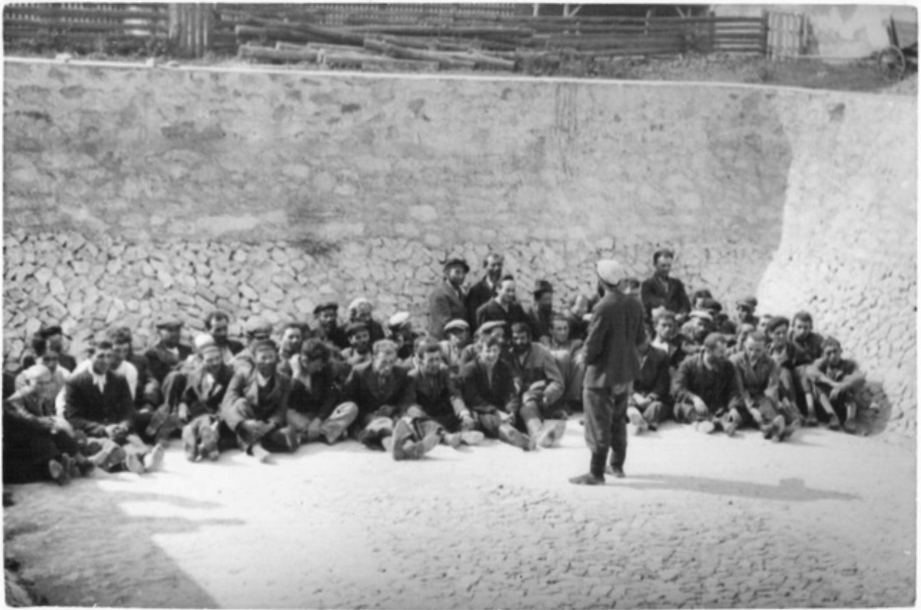
Евреи, отобранные для работ, в гетто Опатува

## Гетто
Гетто в Опатуве было создано в марте 1941 года. Оно располагалось на улицах: Йоселевича, Затыльная, Воньска и Старовава и насчитывало около 10 000 узников, включая депортированных евреев из Австрии, Чехии, Варшавы и Лодзи. Изначально гетто было открытым, но покидать его пределы запрещалось под угрозой смерти. В городе действовал участок СД.
Из-за плохих санитарных условий и скученности в гетто произошла вспышка тифа. Юденрат пытался организовать борьбу с эпидемией. В гетто был открыт лазарет и больница на 30—40 коек. Позже были открыты две общественные столовые. Одна — для еврейской интеллигенции, вторая — для других нуждающихся. Обе кухни работали вплоть до ликвидации гетто.
Юденрат, надеясь сохранить в гетто как можно больше людей, имеющих постоянную оплачиваемую работу, а следовательно и право на ежедневный хлебный паёк, организовал мастерские по производству щёток.16 июля 1941 года благодаря его усилиям в гетто была открыта школа для 220 детей с обучением на иврите и идише, также действовала группа по изучению Торы. После создания гетто на принудительные работы отправлялись сотни людей. Прежние договорённости оккупантов с юденратом о предоставлении им 50—60 рабочих для домашних нужд перестали действовать.

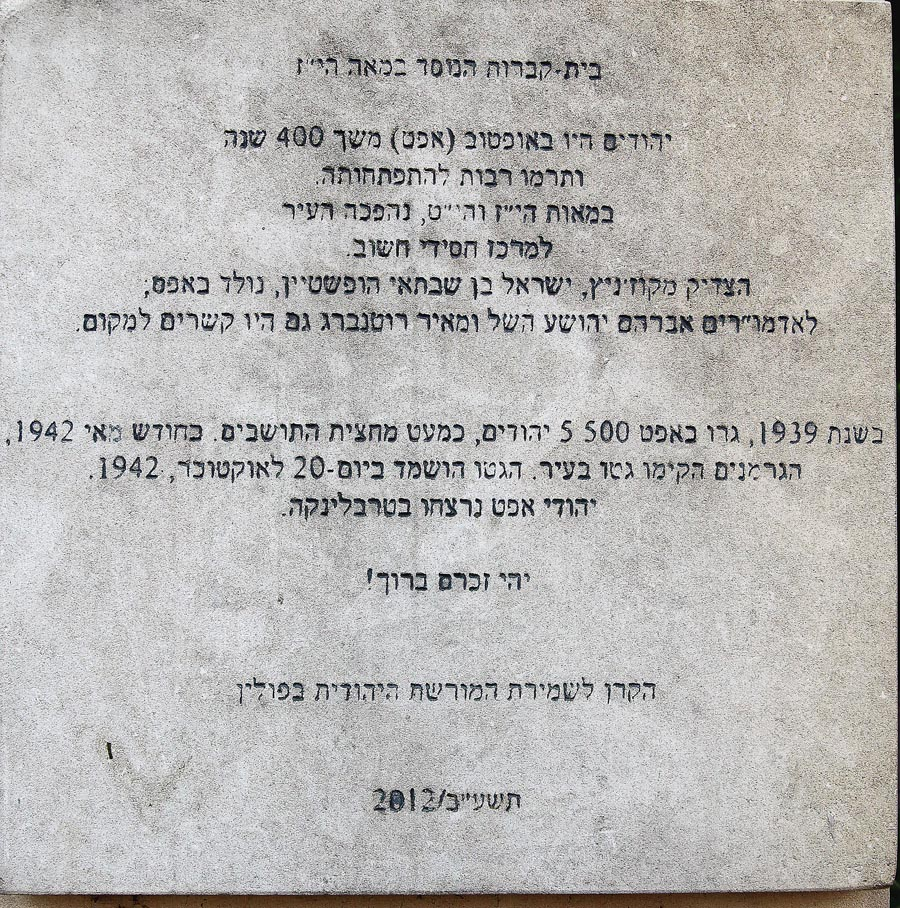
Мемориальная доска гетто в Опатуве

Первую партию молодых евреев из гетто Опатува отправили в трудовые лагеря Люблинского региона. Их узники голодали, подвергались разного рода издевательствам и избиениям со стороны украинских и немецких жандармов. В результате многие из заключенных умирали или совершали самоубийства. Позже под угрозой ликвидации гетто у юденрата потребовали еще 500 молодых людей. Их отправили в трудовой лагерь в Скаржиско-Каменна. Вскоре 200 мужчин из гетто направили на военный завод в трудовом лагере Стараховице.
В начале 1942 года из Силезии в гетто Опатува пригнали группу евреев. Часть узников попыталась организовать подполье. Им удалось достать небольшое количество оружия, которое они хранили в тайнике. Параллельно с этим СД и гестапо увеличивали количество угнанных на принудительные работы. Их продолжали отправлять в Скаржиско-Каменна и Стараховице. Зимой 1942 года СД и гестапо обнаружили склад оружия подпольщиков в синагоге. Нацисты расстреляли всех, кто в тот момент находился в храме. Вслед за этим оккупанты начали обыскивать все еврейские дома, допрашивать узников гетто и беспорядочно расстреливать прохожих.
К сентябрю 1942 года в гетто Опатува насчитывалось около 7000 узников.

## Ликвидация гетто
Ликвидация гетто в Опатуве началась 20 октября 1942 года. В этот день сотрудники немецкой жандармерии и украинской полиции, окружив гетто, отобрали около 500 человек годных к работе и отправили их в трудовой лагерь Сандомира. Около 6000 узников отвезли на железнодорожную станцию в Яшице. По дороге были убиты около 300 человек. Около 800 человек были отправлены в трудовой лагерь в Островце. Остальные — в лагерь смерти Треблинка.
После этого в гетто осталось около 100 человек из числа юденрата и еврейской полиции. Им было приказано убрать территорию, отсортировать оставленные вещи и подготовить их к отправке в рейх. После завершения этих работ большая часть из них была убита.